# MiniCRM
A MiniCRM egy magyar fejlesztésű, felhőalapú ügyfélkapcsolat-kezelő (CRM) rendszer, amit a MiniCRM Zrt. fejleszt. A céget 2009-ben alapította Leskó Norbert és Barazsy Ákos.
A MiniCRM 2020-ban felkerült a Deloitte Fast 500-as listájára, az EMEA régióban a harmadik leggyorsabban növekvő magyar technológiai cégként.
A MiniCRM-szoftvert 2022-ben több mint 2000 kis- és középvállalkozás használta Magyarországon és Romániában.
A cég mottója: Csináld hatékonyabban!

## Történet
A MiniCRM-et 2009-ben hozta létre Leskó Norbert, valamint Barazsy Ákos. 2012 végén Egerszegi Krisztián cégvezetőként és tulajdonosként csatlakozott a MiniCRM-hez.
2014-ben a MiniCRM megnyerte a Deutsche Telekom Legjobb hazai üzleti app díját.
2021-ben indult a MiniCRM podcast-sorozata, a Cégépítők, amiben Egerszegi Krisztián látja vendégül a hazai kkv-szektor meghatározó szereplőit.
2022-ben Rácz Csaba, az Árukereső korábbi ügyvezetője váltotta Leskó Norbertet a MiniCRM vezérigazgatói pozíciójában.
2023-ban a MiniCRM gondozásában jelent meg Egerszegi Krisztián Jövőkép című regénye, és ugyanebben az évben dobták piacra a Cégépítők társasjátékot is.

## A MiniCRM leírása
A MiniCRM felhőalapú ügyfélkapcsolat-kezelő rendszer, ami magyar, angol és román nyelven érhető el. A szoftver lehetőséget biztosít az ügyfelekkel kapcsolatos teendők rendszerszintű kezelésére, nyomon követésére, a szükséges teendők jelzésére, elvégzett teendők monitorozására. Ezen felül céges projektek kezelésére és számlázási feladatok ellátására is alkalmas.
A felhasználóknak lehetőségük van más programokkal is integráli a CRM-szoftvert, így például Excellel, Outlookkal, Facebookkal vagy webshopmotorral. Egyedi fejlesztésű integrációkra szintén van mód.
A MiniCRM ma olyan fejlett funkciókat kínál, melyek túlmutatnak egy hagyományos CRM-rendszeren. A cégépítés eszközeként támogatja az üzleti folyamatok menedzselését, emellett üzleti intelligencia alapú riportokat kínál a döntéshozatalhoz.
A MiniCRM saját mobilalkalmazáson keresztül is elérhető.

## Díjak
- 2014: Best International Business APP - Best Business App in Hungary - Üzleti Appok Versenye 2014 Fődíj[10]
- 2016, 2017, 2018, 2019, 2020, 2021, 2022, 2023: MagyarBrands Díj kiváló márka
- 2020: Deloitte Technology Fast 500 EMEA Fastest Growing Companies[2]
- 2020, 2021: BIX legjobb ügyfélélmény Díj[11]
- 2022: FT 1000 Europe's Fastest Growing Companies[12]
- 2023: MagyarBrands Díj innovatív márka[13]